# New Madrid County
New Madrid County är ett administrativt område i delstaten Missouri, USA, med 18 956 invånare. Den administrativa huvudorten (county seat) är New Madrid. 
Under perioden december 1811-februari 1812 härjade här en serie jordbävningar.

## Historia
Franskkanadensare landsteg här 1781, och grundade den första bosättningen här.
New Madrid County organiserades den 1 oktober 1812 genoom ett beslut av Missouriterritoriets första generalförsamling.

## Geografi
Enligt United States Census Bureau har countyt en total area på 1 808 km². 1 756 km² av den arean är land och 52 km² är vatten.    

### Angränsande countyn
- Scott County - norr
- Mississippi County - nordost
- Fulton County, Kentucky - öst
- Lake County, Tennessee - sydost
- Pemiscot County - söder
- Dunklin County - sydväst
- Stoddard County - nordväst

### Fotnoter
1. ↑  ”2010 Census U.S. Gazetteer Files for Counties”. U.S. Census Bureau. Arkiverad från originalet den 5 juli 2012. https://www.webcitation.org/68vYLbou5?url=http://www.census.gov/geo/www/gazetteer/files/Gaz_counties_national.txt. Läst 5 juli 2012.
2. ↑  ”State & County QuickFacts, New Madrid County, Missouri” (på engelska). U.S. Census Bureau. Arkiverad från originalet den 15 juli 2011. https://www.webcitation.org/60C3TjuKO?url=http://quickfacts.census.gov/qfd/states/29/29143.html. Läst 6 juli 2011.
3. ↑  http://www.archive.org/stream/historyofgrundyc00kans/historyofgrundyc00kans_djvu.txt
4. ↑  http://books.google.com/books?id=HR0UAAAAYAAJ&pg=PA335&sig=61dc7FW9ViEhOlWsnuiIvRkMgcs&hl=en#v=onepage&q=&f=false